# اویل سیتی (اکلاهما)
اویل سیتی (به انگلیسی: Oil City) یک منطقهٔ مسکونی در ایالات متحده آمریکا است که در شهرستان کارتر، اکلاهما واقع شده‌است.